# Miguel Payá y Rico
Miguel Payá y Rico, španski rimskokatoliški duhovnik, škof in kardinal, * 20. december 1811, Benegida, † 25. december 1891.

## Življenjepis
Leta 1835 je prejel duhovniško posvečenje.
25. junija 1858 je bil imenovan za škofa Cuence in 12. septembra istega leta je prejel škofovsko posvečenje.
16. januarja 1874 je bil imenovan za nadškofa Santiaga de Compostela.
12. marca 1877 je bil povzdignjen v kardinala in imenovan za kardinal-duhovnika Ss. Quirico e Giulitta.
7. junija 1886 je bil imenovan za nadškofa Toleda in za patriarha Zahodne Indije.